# 전국지휘자
전국지휘자(독일어: Reichsleiter 라이히슬라이터[*])는 국가사회주의 독일 노동자당(이하 나치당)에서 두 번째로 높은 당원 계급이지만, 그 위에는 국가원수인 퓌러밖에 없기에 사실상 최고 당원 계급이다.
전국지휘자는 아돌프 히틀러에게 직접 보고를 할 수 있었으며, 나치당내 전국지휘부(Reichsleitung)를 형성했다. 그 청사는 본래 뮌헨의 브라우네스 하우스에 있었다.
이하는 민족사회주의 연감 제4권에 나오는 전국지휘자 목록이다.
- 막스 아만: 나치당 언론국장
- 마르틴 보어만: 나치당 당관방지휘자
- 필리프 보울러: 나치당 지도자관방총장
- 발터 부흐: NSDAP 최고당재판소장
- 리하르트 발터 다레: 나치당 농업정책국장
- 오토 디트리히: 나치당 국가홍보국장
- 프란츠 리터 폰 에프: 나치당 국방정책국장, NSDAP 식민정책국장
- 카를 피흘러: NSDAP 서기국장, 지방정치본부장
- 한스 프랑크: 나치당 법무국장
- 빌헬름 프리크: 나치당 국회의원지도자
- 파울 요제프 괴벨스: 나치당선전국장
- 빌헬름 그림: NSDAP 최고당재판소장
- 루돌프 헤스: 퓌러 대리
- 콘스탄틴 히어를: 국가노동봉사단장
- 하인리히 히믈러: 친위대 국가지도자, 경찰총수
- 아돌프 휘넬라인: 민족사회주의 자동차군단 군단지도자
- 로베르트 라이: 나치당 조직국장, 독일노동전선 총재
- 빅토르 루체: 돌격대 참모장 (1934–1943)
- 에른스트 룀: 돌격대 참모장 (1931–1934)
- 알프레트 로젠베르크: NSDAP 대외정책국장
- 발두어 폰 시라흐: 히틀러청소년단 국가청소년지도자
- 프란츠 크사버 슈바르츠: NSDAP 재무국장